# 旧ドレウェル邸

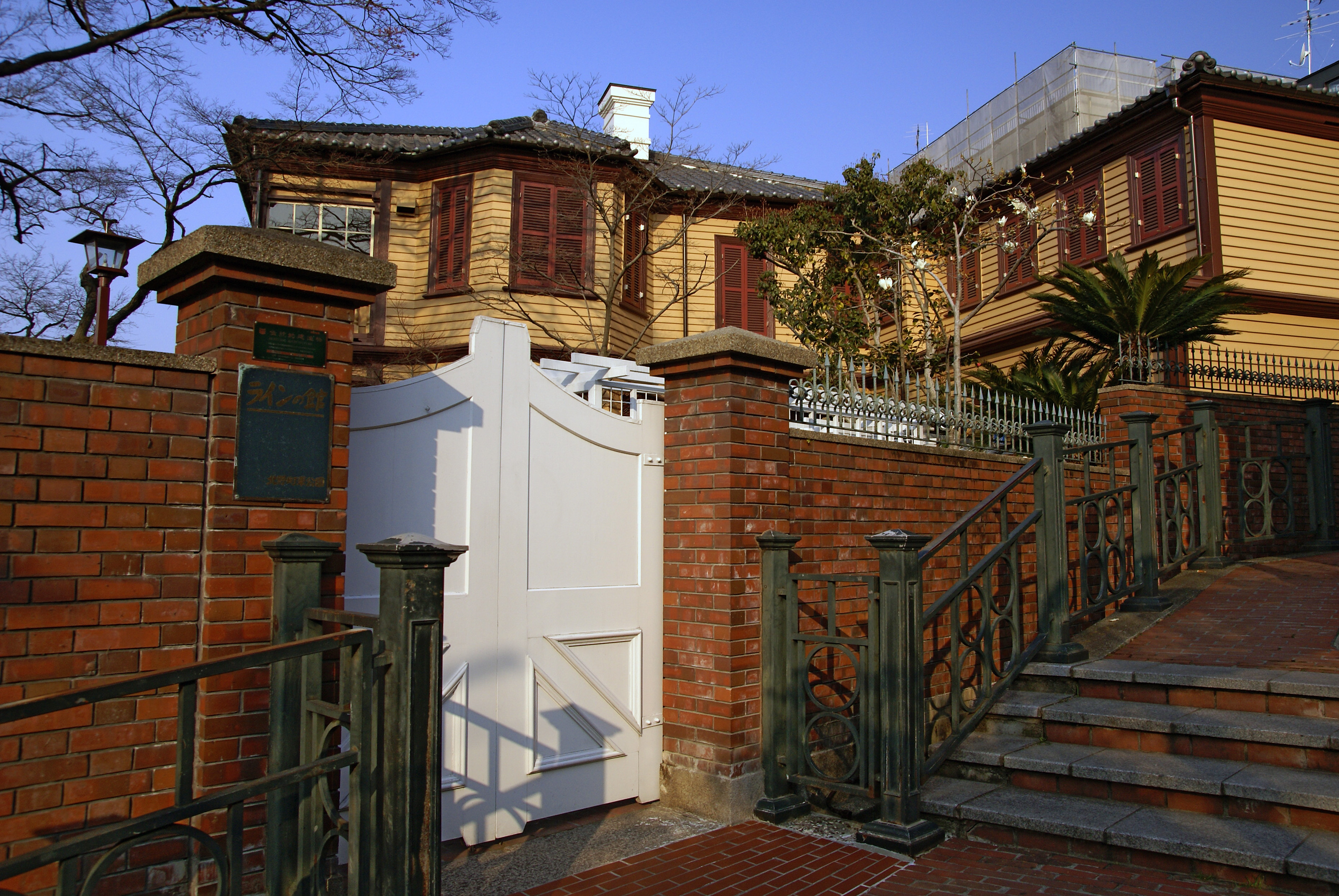
外観

旧ドレウェル邸（きゅうドレウェルてい）は、兵庫県神戸市中央区にある西洋館。
1915年（大正4年）にフランス人J.R.ドレウェル夫人（Josephine.R.Drewell）の邸宅として建てられた。神戸市民からの募集で名付けられた「ラインの館」という愛称で知られる。

## 概要
J.R.ドレウェル夫人（Josephine.R.Drewell）の邸宅として1915年（大正4年）に建設され、1920年（大正9年）に亡くなるまでこの館に居住した。死後、J.R.ドレウェル夫人は再度山公園・再度山永久植生保存地・神戸外国人墓地に埋葬された。その後はドイツ人が居住していたが、1978年（昭和53年）に神戸市が購入して付属屋を一部改造し、市民トイレを設置して伝統的建造物群保存地区の案内センターとして整備した。
重伝建・北野町山本通の伝統的建造物に指定されている。
入館料は無料で、1階と2階に各々休憩所が設けられている。

## 館内
- 1階 - 厨房、食堂、居間、応接間、ベランダ、玄関ホール
- 2階 - 寝室3室、使用人室、浴室、湯沸室、ホール

## 建築概要
- 所有者 - 神戸市
- 竣工 - 1915年
- 構造 - 木造、地上2階、寄棟造、桟瓦葺、下見板張り、軒蛇腹、よろい戸
- 延床面積 - 主屋:415.35m2 （1階  211.00m2、2階 204.35m2）+付属屋
- 敷地面積 - 903.60m2
- 所在地 - 〒650-0002 兵庫県神戸市中央区北野町2-10-24
- 備考 - 北野・山本地区の伝統的建造物 （1979年12月27日認定）

## 交通アクセス
- 山陽新幹線 新神戸駅 徒歩10分
- JR 三ノ宮駅 徒歩15分
- 阪急 神戸三宮駅 徒歩15分
- 阪神 神戸三宮駅 徒歩15分
- 地下鉄山手線 三宮駅 徒歩15分
- 地下鉄海岸線 三宮・花時計前駅 徒歩15分
- ポートライナー 三宮駅 徒歩15分
- シティループ 「北野異人館」停留所 徒歩1分

## ギャラリー

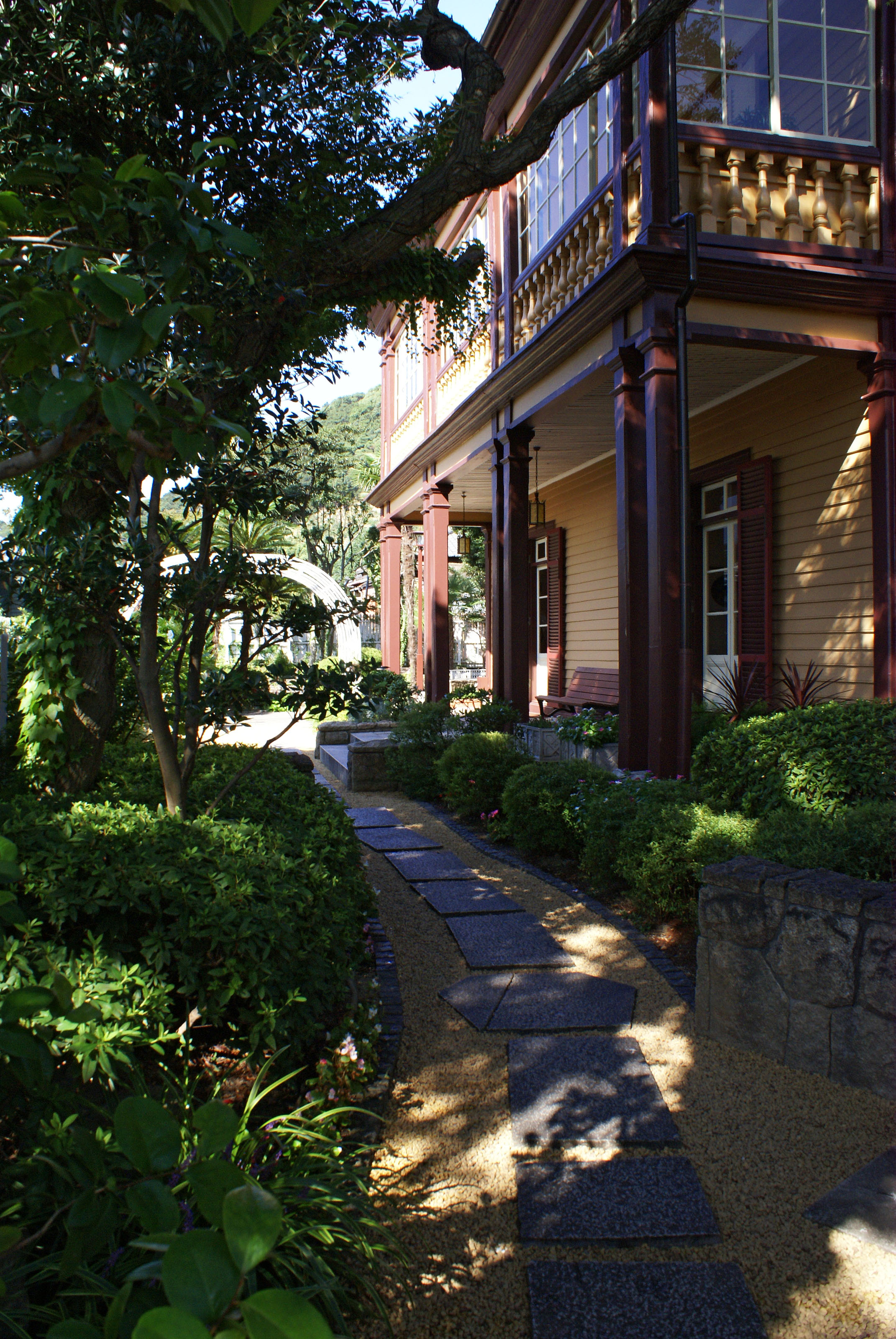
前庭より
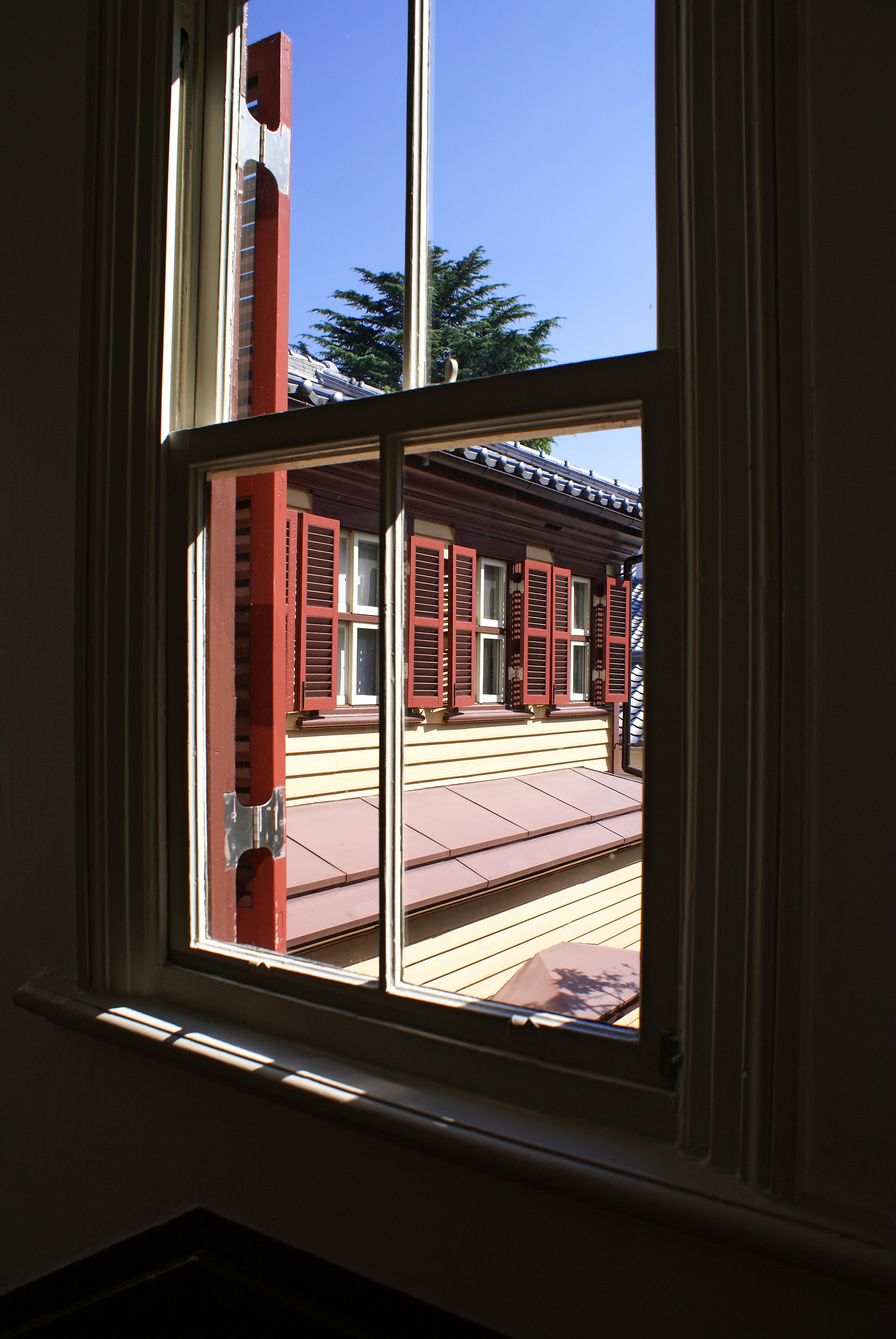
2階窓より
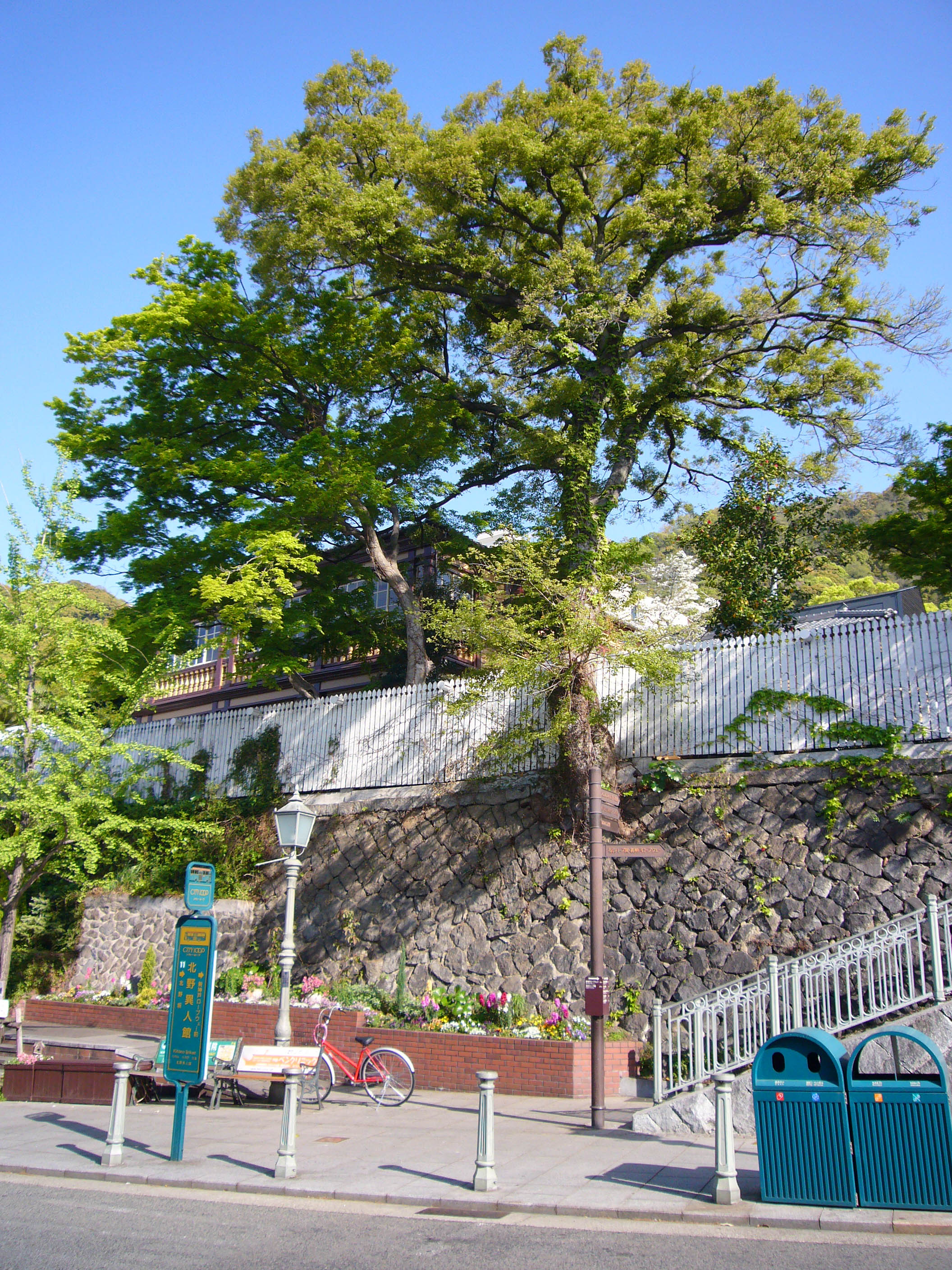
シティーループ「北野異人館」停留所の北の石垣上に位置する
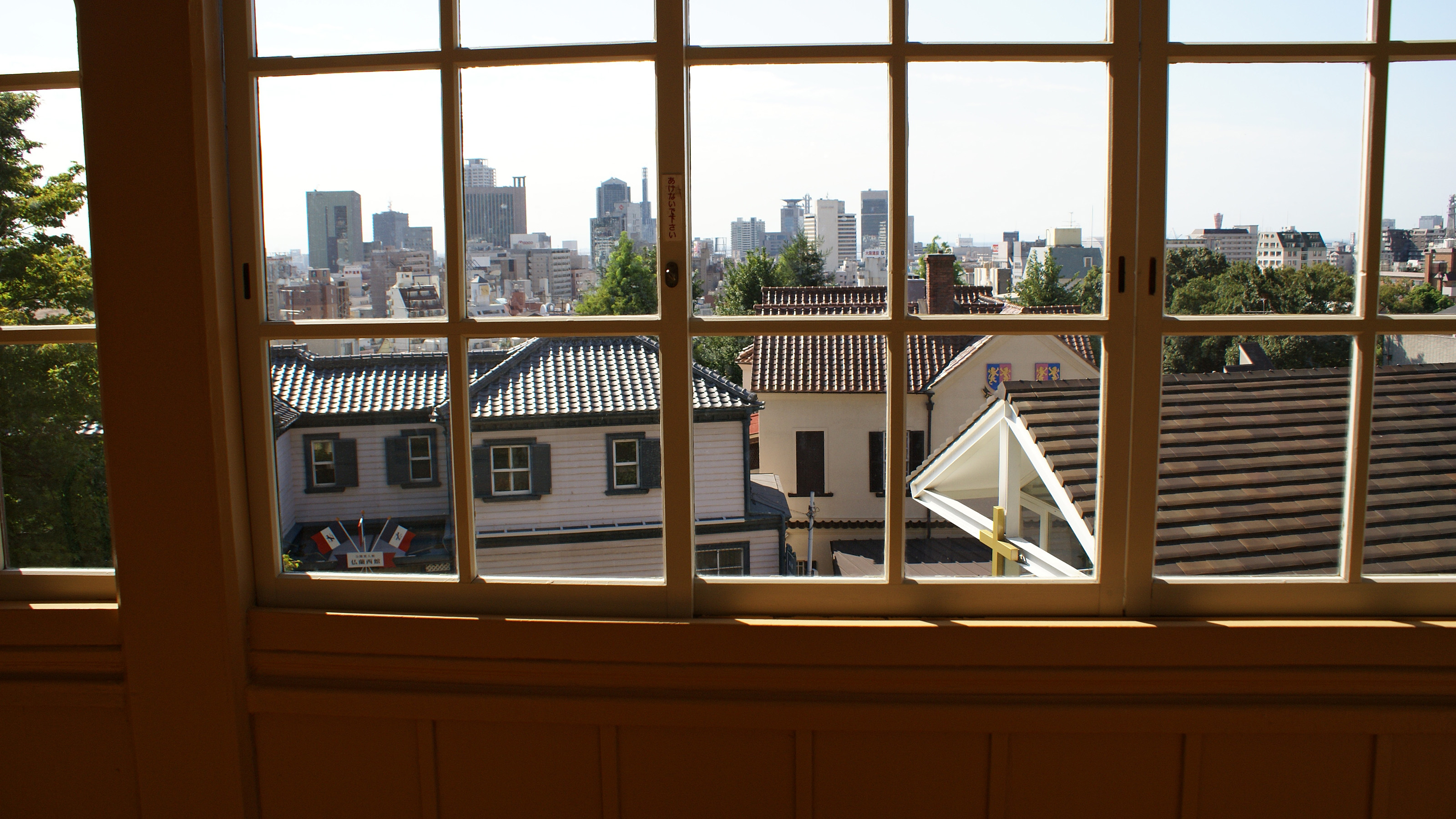
2階ベランダ窓からは北野通りと、三宮のビル群が望める

## 周辺情報
- 北野町山本通
  - 神戸北野美術館（向かい）
  - ベンの家（向かい）
  - 洋館長屋（向かい）
  - プラトン装飾美術館
  - うろこの家・うろこ美術館
  - 山手八番館（旧サンセン邸）
  - 北野外国人倶楽部（旧ブリューガー邸）
  - 展望塔の家
  - 旧サッスーン邸
  - 旧シャープ住宅
  - 神戸市風見鶏の館（旧トーマス住宅）
  - 旧ヒルトン邸